# EVV Eindhoven in het seizoen 1968/69
Het seizoen 1968/1969 was het 15e jaar in het bestaan van de Eindhovense betaaldvoetbalclub Eindhoven. De club kwam uit in de Eerste divisie en eindigde daarin, na een beslissingswedstrijd tegen De Volewijckers op de 16e plaats, dit betekende dat de club rechtstreeks degradeerde naar de Tweede divisie. Tevens deed de club mee aan het toernooi om de KNVB Beker, hierin werd in de eerste ronde verloren van Volendam (0–1).

## Wedstrijdstatistieken

### Eerste divisie
|       | Blauw-Wit | FC Den Bosch '67 | SC Cambuur | Eindhoven | Elinkwijk | Haarlem | Helmond Sport | Heracles | HVC   | RBC   | RCH   | SVV   | Veendam | Vitesse | De Volewijckers | Wageningen | Willem II |
| ----- | --------- | ---------------- | ---------- | --------- | --------- | ------- | ------------- | -------- | ----- | ----- | ----- | ----- | ------- | ------- | --------------- | ---------- | --------- |
| Thuis | 2 – 3     | 0 – 1            | 3 – 1      | 0 – 2     | 4 – 0     | 2 – 5   | 1 – 1         | 0 – 0    | 2 – 2 | 1 – 0 | 1 – 1 | 3 – 0 | 1 – 2   | 2 – 1   | 2 – 2           | 4 – 5      | 3 – 0     |
| Uit   | 1 – 0     | 2 – 0            | 1 – 1      | 5 – 0     | 4 – 1     | 1 – 1   | 0 – 0         | 1 – 3    | 1 – 1 | 0 – 1 | 4 – 3 | 3 – 1 | 3 – 2   | 1 – 1   | 1 – 0           | 0 – 1      | 0 – 2     |

### Beslissingswedstrijd
| Beslissingswedstrijd                                                                            | De Volewijckers | 1 – 0 (0 – 0) | Eindhoven |
| 8 juni 1969 Plaats: Arnhem Nieuw-Monnikenhuize Toeschouwers: 4.500 Scheidsrechter: Jef Dorpmans | Ben Verweij 47' |               |           |

### KNVB Beker
| 1e ronde                                       | Eindhoven | 0 – 1 (0 – 1) | Volendam          |
| 15 september 1968 Plaats: Eindhoven Aalsterweg |           |               | 14' Jack Hoogland |

## Statistieken Eindhoven 1968/1969

### Eindstand Eindhoven in de Nederlandse Eerste divisie 1968 / 1969
| Stand | Gespeeld | Gewonnen | Gelijk | Verloren | Punten | Doelpunten voor | Doelpunten tegen |
| ----- | -------- | -------- | ------ | -------- | ------ | --------------- | ---------------- |
| 16e   | 34       | 10       | 10     | 14       | 30     | 49              | 54               |

### Topscorers
| #                    | Naam            | Goal |
| -------------------- | --------------- | ---- |
| 1.                   | Jan van Dorst   | 11   |
| 1.                   | Frans Weijers   | 11   |
| 3.                   | Wim Brouns      | 6    |
| 4.                   | Toon Verhoeven  | 5    |
| 5.                   | Ties de Bie     | 4    |
| 6.                   | Henk Bloemers   | 3    |
| 7.                   | Jack Arendsen   | 2    |
| 7.                   | Wim van Kessel  | 2    |
| 9.                   | Govert Kooiman  | 1    |
| 9.                   | Henk Leusink    | 1    |
| 9.                   | Christ van Lint | 1    |
| Onbekende doelpunten |                 |      |
| –                    | Onbekend        | 2    |
| Totaal               | Totaal          | 49   |

| #      | Naam        | Goal |
| ------ | ----------- | ---- |
| –      | Geen speler | 0    |
| Totaal | Totaal      | 0    |

| #      | Naam        | Goal |
| ------ | ----------- | ---- |
| –      | Geen speler | 0    |
| Totaal | Totaal      | 0    |

## Voetnoten
Blauw-Wit ·
FC Den Bosch '67 ·
Cambuur ·
D.F.C. ·
Eindhoven ·
Elinkwijk ·
Haarlem ·
Helmond Sport ·
Heracles ·
HVC ·
RBC ·
RCH ·
SVV ·
Veendam ·
Vitesse ·
De Volewijckers ·
Wageningen ·
Willem II